# 美川インターチェンジ
美川インターチェンジ（みかわインターチェンジ）は、石川県白山市蓮池町（はすいけまち）にある北陸自動車道のインターチェンジである。

## 歴史
北陸自動車道の計画時には設置を予定していなかったが、小松IC - 金沢西IC間の開通後に追加インターチェンジとして供用を開始した。
- 1976年（昭和61年）9月8日 - 整備計画が決まる[5]。
- 1977年（昭和52年）9月1日 - 施行命令および連結許可施行命令[5]。
- 1978年（昭和53年）
  - 4月25日 - 調査および測量に着手[6]。
  - 8月23日 - 詳細設計開始[6]。
  - 9月2日 - 用地測量交渉開始[6]。
  - 12月12日 - 用地調印[6]。
  - 12月25日 - 工事開始が公告される[6]。
  - 12月26日 - 橋梁工事発注[6]。
- 1979年（昭和54年）
  - 3月3日 - 土木工事が発注される[6]。
  - 6月7日 - 区域決定が告示される[6]。
  - 6月15日 - 工事に伴い1車線迂回[6]。
- 1980年（昭和55年）
  - 2月3日 - 管理施設工事が発注される[7]。
  - 3月10日 - 照明工事等が発注される[7]。
  - 3月17日 - 舗装工事が発注される[7]。
  - 10月14日 - 北陸自動車道の小松IC - 金沢西ICに新設、供用開始[1][2][3]。
- 2023年（令和5年）8月31日 - 料金所がETC専用になる[8]。

## 道路
- E8 北陸自動車道（15番）

直接接続
- 石川県道25号金沢美川小松線
- 石川県道58号鶴来美川インター線

## 料金所
- ブース数：5

### 入口
- ブース数：2
  - ETC専用：1
  - ETC/サポート：1

### 出口
- ブース数：3
  - ETC専用：1
  - サポート：2

## 周辺
- 美川インターパーク（白山市整備による工業団地）[9]
- IRいしかわ鉄道線 美川駅
- 美川温泉

## 隣
E8 北陸自動車道
(14)小松IC - (14-1)能美根上スマートIC - (15)美川IC - (15-1)徳光PA/スマートIC - (15-2)白山IC - (16)金沢西IC